# クライム・キーパー 香港捜査官
『クライム・キーパー 香港捜査官』（クライム・キーパー ホンコンそうさかん、原題：皇家師姐IV直擊證人、英題：In the Line of Duty 4）は1989年制作の香港アクション映画。ユエン・ウーピン監督、出演シンシア・カーン、ドニー・イェン、サイモン・ユエンJr. 、マイケル・ウォン。
制作総指揮を務めるディクソン・ブーンをトップとするD&Bフィルム（德寶電影公司）が1985年に公開した『レディ・ハード 香港大捜査線（原題：皇家師姐）』はミシェール・キング（現：ミシェル・ヨー）を主演に据えヒットし「女性が主役の現代アクション」という流行を生んだ。その後も皇家師姐シリーズとして通算7作が制作され、ミシェールの結婚を機に1988年の3作目からはシンシア・カーンが主演を受け継いだ。今作はそのシリーズ第4弾にあたる。

## ストーリー
アメリカ、シアトルで地元警察の刑事ドニー（ドニー・イェン）と香港警察の女性刑事ヤン（シンシア・カーン）は協力して国際麻薬密輸組織の捜査にあたっていた。ある日、港湾倉庫での取引現場で組織と潜入した刑事との間で銃撃戦が勃発。事件に巻き込まれた不法就労者のロク（サイモン・ユエンJr.）は、殉職した刑事から証拠となる写真のフィルムを託される。そのフィルムをすでに海に落としてしまったにもかかわらず証拠を取り戻そうと彼を追う麻薬組織と、刑事殺害の容疑者として彼を逮捕したシアトル市警。しかし暗殺者は取り調べ室にまで忍びこんできた。その機に乗じて署から逃げ出す事が出来たが、容赦ないマフィアに追いつめられたロクは香港へ帰国する密航を試み、その情報を掴んだ警察はヤンとともに香港にドニーとマイケル・ウォン警部（マイケル・ウォン）を送り込む。香港に着いたとたん彼らに身柄を確保されるロク。しかし追手もまた執拗に彼を狙い続けていた。初動捜査からこの容疑者を巡り衝突の絶えないヤンとドニーであったが、敵から彼を守るうちにシンジケートの黒幕に行き当たる。

## キャスト
- シンシア・カーン（楊麗青） - ヤン刑事
- ドニー・イェン（甄子丹） - ドニー刑事
- サイモン・ユエンJr. （袁日初） - ロク
- マイケル・ウォン（王敏德） - マイケル・ウォン警部
- リウ・カイチー（廖啓智） - ロクの友人、ミン
- リサ・チャオ（焦姣） - ロクの母
- ジョン・サルヴィッティ（John Salvitti） - ドニーと路地で戦う男（米海軍陸戦隊“ブラック・フォックス”元隊員）
- マイケル・ウッズ（Michael Woods） - ドニーと屋上で戦う男
- スティーブン・バーウィック（Stephen Berwick） - ヤンと戦う青Tシャツの男
- チョ・ウィン（曹榮） - 最終決戦でロクと戦う眼鏡の男

## エピソード
母親と面会後のロクを連れたヤン達を夜道で襲い、路地でドニーと戦う男にジョン・サルヴィッティ。スティーブン・バーウィック、マイケル・ウッズと同じくドニー・イェンとはボストン時代一緒にトレーニングを重ねた旧友で1990年代の映画において何度も戦っている。現在はスタント・コーディネーターとして活動。MMAのエキスパートでもあり、『導火線 FLASH POINT』や『スペシャルID 特殊身分』をはじめドニーが出演する作品にアクション指導として参加しており、ドニーアクションを支える人物のひとりである。
『クライム・キーパー 香港捜査官』デジタル・リマスター版DVDに特典映像として収録されたドニー・イェンのインタビューによると、武術を習った経歴のないシンシア・カーンは身体的に特別優れているわけではなかったという。しかし、チャレンジ精神の旺盛さと何事も恐れず努力する姿に監督は何時間でも何回でもうまくいくまで撮り続け、シンシアはこの映画で認められるようになった。
ユエン・ウーピンの現場はとても厳しく「ここを映画人の少林寺と覚悟しろ」といつも言い続けた。アクションシーンには丸々1か月を費やし、朝6時に起きひたすらアクションを撮り午前3時に運が良ければバックヤードで休憩できる。かと思えばすぐに、さっきのキックの後を撮るぞと叩き起こされ「上から飛び降りる場面だ、飛べ！」。そして撮影では常に「モア・パワー（もっとパワフルに）！」と極限を要求された。当時はモニターもなく監督が肉眼で判断するしかない。屋上でのマイケル・ウッズとの戦いでは彼を蹴るシーンを何度も何度も繰り返し、ウーピンが「モア・パワー！」と言うたびに耐えていたウッズが彼に飛びかかるのではないかとヒヤヒヤしたという。しかしそこが監督の素晴らしいところだとドニーは話し、決して妥協せず、よりリアルなパンチやキックを役者に要求することで他の作品とは違った味を出せる、その極限を追求する姿勢こそがユエン・ウーピンの偉大な理由だとしている。